# Basilica di Santa Maria delle Grazie (San Giovanni Valdarno)

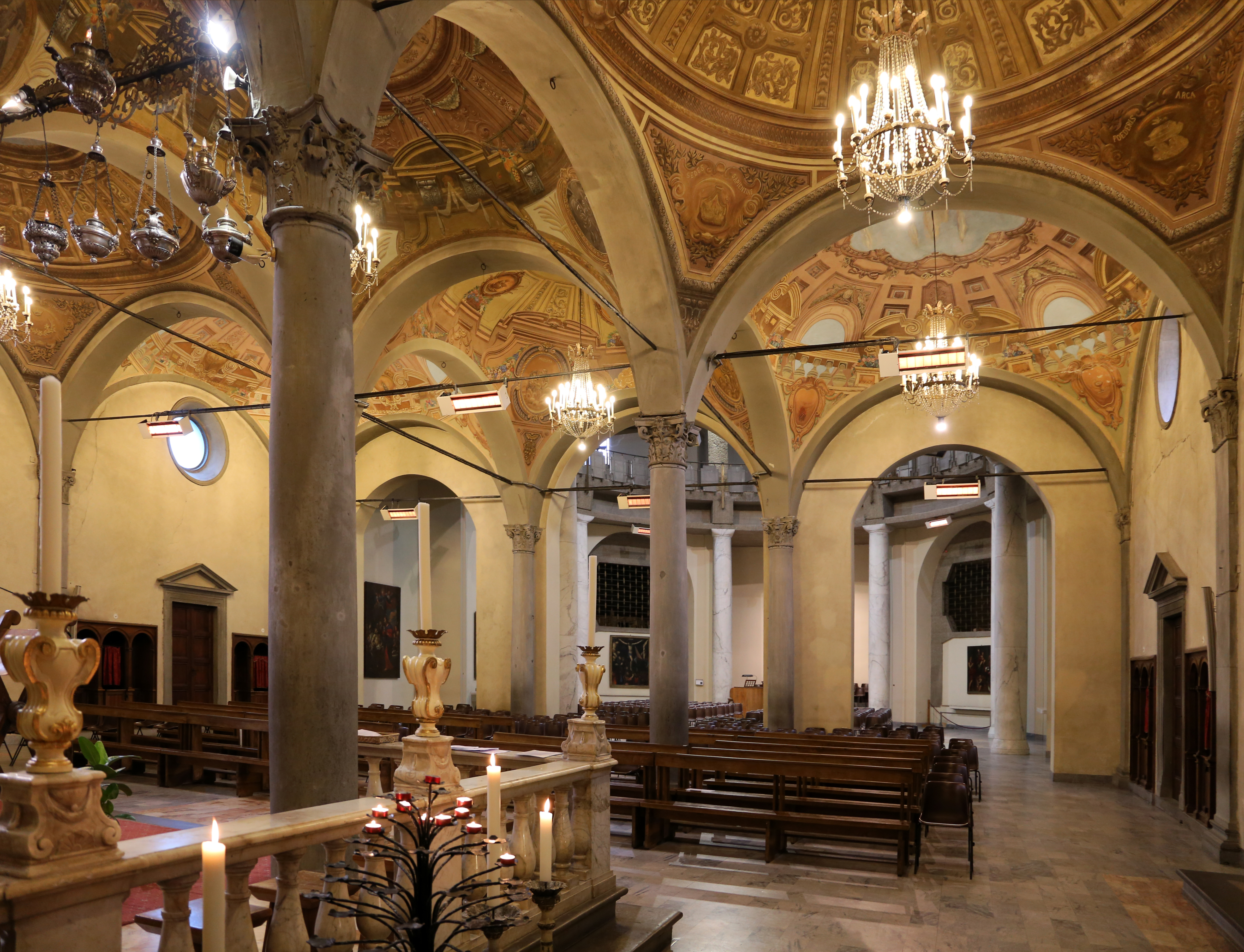
Interno

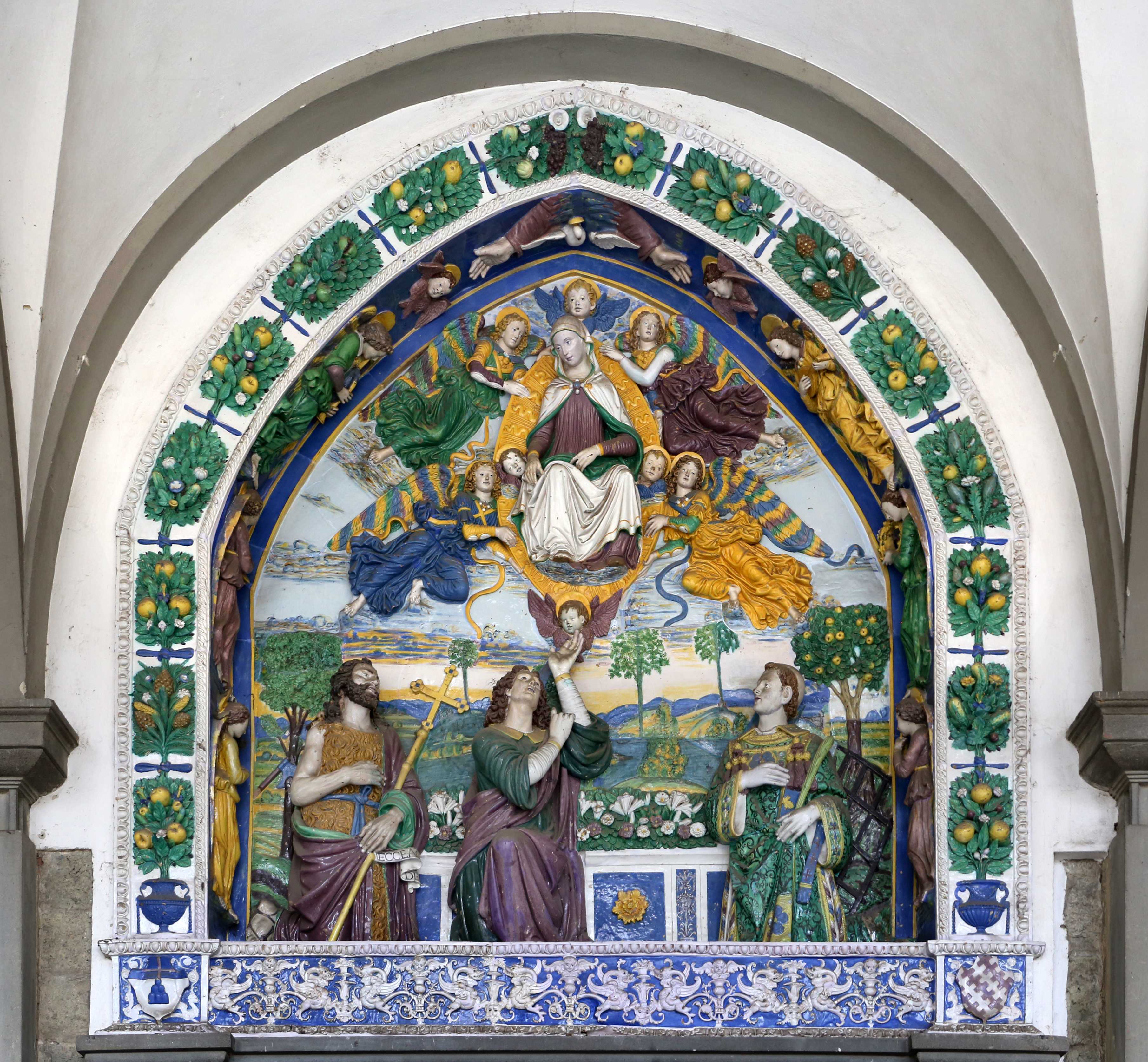
Giovanni della Robbia, Madonna della Cintola

La basilica di Santa Maria delle Grazie è un edificio sacro che si trova in piazza Masaccio, a San Giovanni Valdarno, sopra la chiesa di San Lorenzo.

## Storia
La Basilica fu eretta, come molti altri santuari mariani, a seguito di un evento miracoloso. Nel 1478, durante una pestilenza scoppiata dopo il passaggio delle truppe di Ferdinando I di Napoli e di Papa Sisto IV dirette contro Firenze e contro Lorenzo il Magnifico, una certa Monna Tancia si rivolse in preghiera ad un'immagine della Madonna dipinta in un tabernacolo posto nella parte superiore di una porta-torre cittadina, quella di San Lorenzo che guardava verso Siena. La donna era disperata perché per il proprio nipote di tre mesi, Lorenzo, al quale era morta di peste la madre, non si trovavano nutrici a causa dell'epidemia. Grazie alle sue preghiere si racconta che la Madonna fece in modo che la nonna, seppur anziana, potesse allattarlo personalmente.
La notizia dell'avvenuto miracolo si diffuse a tal punto che si dovette provvedere ad un tabernacolo ligneo per proteggere l'immagine e ad una piattaforma che, sopra la strada che attraversava la porta, consentisse l'accesso ai fedeli, soluzione che si rese presto insufficiente data la crescita del numero dei fedeli. Così nel 1484 si iniziò la costruzione di una cappella e poi, divenuta essa insufficiente, si procedette con la costruzione di una chiesa vera e propria, terminata nel 1523. I lavori di ampliamento proseguirono per tutto il Cinquecento, anche con la costruzione della Sagrestia (poi detta vecchia) tra 1564 e 1569, fino all'incendio del 1596 che distrusse l'altare ligneo e che portò ad una successiva ricostruzione ad opera di Bernardo Buontalenti, Matteo Nigetti e Giulio Parigi. La chiesa fu arricchita nel Seicento di nuovi altari e nuovi arredi e all'inizio del settecento di una nuova facciata, inaugurata nel 1704, non conservatasi. Tra il 1720 e il 1725 fu costruita la grande cappella a sud della chiesa, distrutta durante la Seconda guerra mondiale e sostituita con l'attuale grande rotonda della fine degli anni cinquanta del XX secolo. La facciata settecentesca fu poi smantellata e fu realizzata l'attuale in stile neoclassico fra il 1840 e il 1856. Nel gennaio del 1929 papa Pio XI elevò la chiesa alla dignità di basilica minore.

## Descrizione
La facciata ottocentesca con timpano è coronata dalle statue coeve dei santi Agostino, Giovanni Battista, Lorenzo e Francesco. Alla base di essa è un loggiato dal quale si accede al complesso dalla struttura articolata, complicata dal fatto di essere cresciuta sopra l'antica porta cittadina dove era l'immagine miracolosa.
Un atrio interno al loggiato presenta una doppia scalinata di accesso alla chiesa. La porta centrale invece, coronata da una lunetta di Giovanni della Robbia con la Madonna che consegna la Cintola a San Tommaso apostolo con San Giovanni Battista e Lorenzo, databile al 1510-1513, introduce all'antica cappella del miracolo. L'interno del Santuario è diviso in tre navate con colonne che sorreggono dodici cupole, una struttura di cui non è pervenuto il nome dell'architetto e derivata da modelli rinascimentali di origine fiorentina. Le volte si presentano oggi decorate da affreschi raffiguranti quadrature e prospettive architettoniche realizzati tra il 1698 e il 1704 da Vincenzo Ferrati, allievo di Giuseppe Nicola Nasini. Lo stesso Nasini, nel 1699, affrescò i Misteri del Rosario negli archi della volta sopra l'altare maggiore. L'affresco trecentesco raffigurante la miracolosa immagine della Madonna delle Grazie è collocato all'altare maggiore posto sul fondo, realizzato dopo l'incendio del 1596, e incorniciato da una Gloria di Angeli, di cui si hanno documentati pagamenti a Giulio Parigi, di cui costituisce l'unica opera pittorica conosciuta. Sulla parete a sinistra dell'altare maggiore sono gli affreschi di Luberto da Montevarchi con il Miracolo di Monna Tancia, del 1510.
In una nicchia, trova luogo l'organo a canne Mascioni opus 816, costruito nel 1963, che dispone di 31 registri su due manuali e pedale.
La basilica conservava diverse opere del sangiovannese Giovanni Mannozzi, detto da San Giovanni, oggi ricoverate nel Museo annesso, come i due affreschi con lo Sposalizio della Vergine e l'Annunciazione, del 1621, e la nota Decollazione del Battista, donata alla basilica nel 1729 per essere collocata all'altare maggiore della cappella settecentesca distrutta. Del Mannozzi è rimasto in chiesa un San Giuseppe con il Bambino Gesù, del 1630. Anche il San Lorenzo e il San Giovanni Battista di Gregorio Pagani, in origine ai lati dell'altare maggiore, sono in museo.
In chiesa sono ancora altri dipinti: una Madonna col Bambino e i Santi Giovanni Battista e Bernardo degli Uberti, di pittore ignoto, derivazione da Andrea del Sarto forse del tardo Cinquecento o degli inizi del Seicento; una Crocifissione collocabile tra la fine del Cinquecento e gli inizi del Seicento, di uno stile tra Cigoli e Pagani, forse di Michelangelo Vestrucci; un'Apparizione di Gesù a Sant'Antonio da Padova di Annibale Niccolai, firmata e datata 1661; un Transito di San Giuseppe di Jacopo Ciacci, allievo del Gabbiani, del 1720-1725.